# 영화 보기 좋은 날
영화 보기 좋은 날은 TV조선에서 방송된 텔레비전 프로그램이다.

## 기획 의도
영화에 대한 궁금한 내용을 담은 텔레비전 프로그램이다.

## 역대 진행자
- 1기 이무영, 이상미 : 2012.2.12 ~ 2012.4.28

## 구성
- 신작수다 볼까말까 1
- 신작수다 볼까말까 2
- 김샘의 연기 아카데미